# Чавлибои
Чавлибои, или Чавлибой (тадж. Чавлибоӣ / Чавлибой) — село в районе Рудаки Республики Таджикистан. Входит в состав джамоата (сельской общины) Чоряккорон района Рудаки.
Находится недалеко от г. Душанбе, на расстоянии 20 км от райцентра (пгт. Сомониён) и 3 км от центра общины (село Чоряккорон).
Население — 2038 чел. (2017).